# Loboptera ovolobata
Loboptera ovolobata är en kackerlacksart som beskrevs av Bohn 1991. Loboptera ovolobata ingår i släktet Loboptera och familjen småkackerlackor.
Artens utbredningsområde är Marocko. Inga underarter finns listade i Catalogue of Life.